# Tricky Stewart
Christopher Alan Stewart, conhecido pelo seu nome artístico Tricky Stewart (Markham, 4 de Janeiro de 1974) é um músico, produtor musical e compositor norte-americano. Numa carreira de dezasseis anos, Stewart, juntamente com a sua companhia RedZone Entertainment, é responsável por mais de 25 milhões de produtos vendidos. Conhecido por produzir canções para cantores como Usher, The-Dream, Ciara, Beyoncé, incluindo a música "Umbrella" de Rihanna, que foi a sua mais bem sucedida produção.